# アルバート・マンセル
アルバート・ヘンリー・マンセル（英: Albert Henry Munsell, 1858年1月6日 - 1918年6月28日）は、アメリカ合衆国の美術教師、画家。マンセル表色系の発案者。
マンセルは1858年1月6日にマサチューセッツ州ボストンに生まれる。マサチューセッツ芸術大学に学び、1918年にブルックラインで死去した。
マンセルは、色彩を数理的に精密に記述する体系である表色系の初期の試みである、マンセル表色系を考案したことでよく知られる。マンセルはマンセル表色系に関して『A Color Notation』（1905年、『色彩の表記』みすず書房、2009）、『Atlas of the Munsell Color System』（1915年）、『A Grammar of Color: Arrangements of Strathmore Papers in a Variety of Printed Color Combinations According to The Munsell Color System』（1921年、死後に刊行）の三冊の本を著した。マンセル表色系は国際的に受諾され、L*a*b*色空間を含む多くの表色系の基礎となった。マンセルは1917年にマンセル・カラー社を設立した。
画家としては、海の風景画と肖像画で知られていた。彼の息子、A・E・O・マンセルはマンセルの死後もマンセル表色系を社会に広めるよう努めた。

### 特許
- U.S. Patent 417,831.  Artist's Easel.  December 1889.
- U.S. Patent 640,792.  Color-Sphere and Mount. January 1900.
- U.S. Patent 686,827.  Photometer.  19 November 1901.
- U.S. Patent 717,596.  Spinning-Top.  6 January 1903.
- U.S. Patent 824,374. Color Chart or Scale.  June 1906.